# Campeonato Brasileiro Série D
Il Campeonato Brasileiro Série D dal 2009 è il quarto ed ultimo livello del campionato brasiliano di calcio.
Viene organizzato dalla Confederação Brasileira de Futebol e vi partecipano 68 squadre (40 fino al 2015) qualificate attraverso i 27 campionati statali del Brasile.

## Formula
Le 68 squadre partecipanti si affrontano in gironi all'italiana su base regionale con gare di andata e di ritorno da aprile a dicembre. Per ogni partita sono assegnati tre punti alla squadra vincitrice dell'incontro e zero a quella sconfitta. In caso di pareggio è assegnato un punto a entrambe.
Alla fine della stagione la squadra prima in classifica nel girone finale viene dichiarata vincitrice del campionato e promossa in Série C insieme alla seconda, alla terza e alla quarta classificata.
Non sono previste retrocessioni, essendo l'ultimo livello del campionato brasiliano di calcio. Le squadre non promosse, tuttavia, dovranno ottenere la qualificazione al torneo successivo mediante i rispettivi tornei statali.

## Albo d'oro
| Anno          |                        |                        |                           |                        |                |
| Anno          | Campione               | Vicecampione           | 3º posto                  | 4º posto               | Altre promosse |
| ------------- | ---------------------- | ---------------------- | ------------------------- | ---------------------- | -------------- |
| 2009 Dettagli | São Raimundo-PA (PA)   | Macaé (RJ)             | Chapecoense (SC)          | Alecrim (RN)           |                |
| 2010 Dettagli | Guarany de Sobral (CE) | Madureira (RJ)         | Araguaína (TO)            | Joinville (SC)         |                |
| 2011 Dettagli | Tupi (MG)              | Santa Cruz (PE)        | Cuiabá (MT)               | Oeste (SP)             | Treze (PB)     |
| 2012 Dettagli | Sampaio Corrêa (MA)    | CRAC (GO)              | Baraúnas (RN)             | Mogi Mirim (SP)        |                |
| 2013 Dettagli | Botafogo-PB (PB)       | Juventude (RS)         | Tupi (MG)                 | Salgueiro (PE)         |                |
| 2014 Dettagli | Tombense (MG)          | Brasil de Pelotas (RS) | Londrina (PR)             | Confiança (SE)         |                |
| 2015 Dettagli | Botafogo-SP (SP)       | River (PI)             | Remo (PA)                 | Ypiranga-RS (RS)       |                |
| 2016 Dettagli | Volta Redonda (RJ)     | CSA (AL)               | São Bento (SP)            | Moto Club (MA)         |                |
| 2017 Dettagli | Operário-PR (PR)       | Globo (RN)             | Atlético Acreano (AC)     | Juazeirense (BA)       |                |
| 2018 Dettagli | Ferroviário-CE (CE)    | Treze (PB)             | São José-RS (RS)          | Imperatriz (MA)        |                |
| 2019 Dettagli | Brusque (SC)           | Manaus (AM)            | Ituano (SP)               | Jacuipense (BA)        |                |
| 2020 Dettagli | Mirassol (SP)          | Floresta (CE)          | Grêmio Novorizontino (SP) | Altos (PI)             |                |
| 2021 Dettagli | Aparecidense (GO)      | Campinense (PB)        | ABC (RN)                  | Atlético Cearense (CE) |                |
| 2022 Dettagli | América-RN (RN)        | Pouso Alegre (MG)      | Amazonas (AM)             | São Bernardo (SP)      |                |
| 2023 Dettagli | Ferroviário-CE (CE)    | Ferroviária (SP)       | Caxias (RS)               | Athletic (MG)          |                |
| 2024 Dettagli | Retrô (PE)             | Anápolis (GO)          | Maringá (PR)              | Itabaiana (SE)         |                |

## Titoli per squadra
| Club              | Stato               | Titoli |
| ----------------- | ------------------- | ------ |
| Ferroviário-CE    | Ceará               | 2      |
| América-RN        | Rio Grande do Norte | 1      |
| Aparecidense      | Goiás               | 1      |
| Botafogo-PB       | Paraíba             | 1      |
| Botafogo-SP       | San Paolo           | 1      |
| Brusque           | Santa Catarina      | 1      |
| Guarany de Sobral | Ceará               | 1      |
| Mirassol          | San Paolo           | 1      |
| Operário-PR       | Paraná              | 1      |
| Retrô             | Pernambuco          | 1      |
| Sampaio Corrêa    | Maranhão            | 1      |
| São Raimundo-PA   | Pará                | 1      |
| Tombense          | Minas Gerais        | 1      |
| Tupi              | Minas Gerais        | 1      |
| Volta Redonda     | Rio de Janeiro      | 1      |

## Titoli per stato
| Pos. | Stato               | Titoli |
| ---- | ------------------- | ------ |
| 1.   | Ceará               | 3      |
| 2.   | Minas Gerais        | 2      |
| 2.   | San Paolo           | 2      |
| 3.   | Goiás               | 1      |
| 3.   | Maranhão            | 1      |
| 3.   | Pará                | 1      |
| 3.   | Paraíba             | 1      |
| 3.   | Paraná              | 1      |
| 3.   | Pernambuco          | 1      |
| 3.   | Rio de Janeiro      | 1      |
| 3.   | Santa Catarina      | 1      |
| 3.   | Rio Grande do Norte | 1      |